# التأثير: العلم والممارسة
التأثير: العلم والممارسة، (ردمك 0-321-18895-0) هو كتاب علم النفس الذي يبحث في الطرق الرئيسية التي يمكن أن يتأثر بها الأشخاص بـ «متخصصو الامتثال» مؤلف الكتاب هو روبرت بي سيالديني، أستاذ علم النفس في جامعة ولاية أريزونا. الفرضية الرئيسية في الكتاب هو أنه في عالم معقد حيث ان الناس محملين بالاعباء مع كمية من المعلومات أكثر من التي يستطيعون التعامل معها، يتراجع الناس عن نهج صنع القرار المبني على التعميم. تتطور هذه التعميمات بسبب انها تسمح للناس عادة بالتصرف بطريقة صحيحة مع قدر محدود من التفكير والوقت. ومع ذلك، يمكن استغلالها وتحويلها بشكل فعال إلى أسلحة بواسطة أولئك الذين يعرفون بتأثيرهم على الآخرين للتصرف بطرق معينة. 
تم دعم النتائج المذكورة في الكتاب بواسطة إجراء الكثير من الدراسات التجريبية في مجالات علم النفس والتسويق والاقتصاد والأنثروبولوجيا والعلوم الاجتماعية.
عمل المؤلف أيضًا بشكل سري في العديد من مجالات الامتثال مثل مبيعات السيارات والمبيعات المباشرة التي تكون من الباب إلى الباب.

## ستة مبادئ للتأثير

### المعاملة بالمثل
يشعر الناس عمومًا بأنهم مضطرون لإعادة الخدمات المفضلة لهم. تتجسد هذه السمة في كل الثقافات البشرية وهي واحدة من الخصائص البشرية التي تسمح لنا بالعيش كمجتمع.
يلعب متخصصو الامتثال غالبا بهذه السمة من خلال تقديم هدية صغيرة للعملاء المحتملين. أظهرت الدراسات أنه حتى لو كانت الهدية غير مرغوب فيها، فإنها ستؤثر على الذي ياخذها لكي يرد بالمثل.
هناك اختلاف في هذا الموضوع، يُعرف باسم «تقنية الباب في الوجه»، وهو طلب خدمة كبيرة خصوصا. عندما يتم رفض هذا، يتم طلب خدمة أصغر. هناك احتمالية بأن يكون هذا ناجحًا لأن الامتياز من جانب واحد (تصغير الخدمة) الذي سيقابله تنازل من الطرف الآخر (اتفاق لخدمة صغر).
المعاملة بالمثل هي تطبيق المعاملة بالمثل.

### الالتزام والاتساق
لدى الناس رغبة عامة في الظهور بمظهر متناسق في سلوكهم. أيضا يقدر الناس عمومًا التناسق مع الآخرين.
يمكن لمتخصصي الامتثال استغلال الرغبة ليكونوا متسقين من خلال قيام الشخص بالالتزام الاولي، غالبًا ما يكون صغيرًا، يُعرف باسم " "تقنية القدم في الباب ". يمكن بعد ذلك تقديم الطلبات التي تتوافق مع هذا الالتزام الأولي.
أيضًا لدى الناس رغبة قوية في الوفاء بالالتزامات التي تعهدوا بها من خلال تقديم المزيد من المبررات والأسباب لدعمهم. يستغل متخصصوا الامتثال هذا الشي ويعرف بتقنية «انخفاض الكرة»، حيث يوافق المشترون على عرض جذاب قبل أن يتم تغييره ليكون أقل تفضيلًا لهم وأكثر ربحية للبائع. يدعى هذا النمط من السلوك الموجه أو الذي يؤدي إلى نتيجة سلبية باسم تصعيد الالتزام.

### دليل اجتماعي
ينظر الناس عمومًا إلى أشخاص آخرين يشبهونهم عند اتخاذ القرارات. هذا ملاحظا بشكل خاص في حالات الشك أو الغموض.
ادت هذه السمة محترفين الامتثال إلى تقديم معلومات مزيفة حول ما يفعله الآخرون.هناك الأمثلة على ذلك ومنها المقابلات المباشرة المقدمة في الإعلانات التلفزيونية أو«الإعلانات التجارية».

### تروق
هناك احتمالية أن يوافق الناس على العروض المقدمة من الأشخاص الذين يحبونهم. هناك عدة عوامل يمكن أن تؤثر على الاشخاص ليتقبلوا بعض الناس أكثر من غيرهم:
- يمكن أن تمنح الجاذبية الجسدية الناس تأثيرًا هالة حيث من المرجح أن يثق بهم الآخرون ويفكرون فيهم على أنهم أكثر ذكاءً وموهبة.
- يميل الناس إلى حب الأشخاص الذين يشبهونهم كثيرًا.
- يميل الناس إلى الإعجاب بمن يمدحونهم.
- يميل الأشخاص الذين يضطرون إلى التعاون معهم لتحقيق هدف مشترك إلى تكوين ثقة مع هؤلاء الأشخاص.
- يميل الناس إلى حب الأشخاص الذين يجعلونهم يضحكون. على سبيل المثال، تبدأ العديد من المحاضرات بنكتة.

قد لا تساعد أي من الطرق المذكورة أعلاه في التأثير على الأشخاص، ولكن عندما تستخدمها مع بعضها، يمكن تكبير آثارها.

### السلطة
قدمت تجربة ميلجرام التي اجراها ستانلي ميلجرام بعض أكثر الأفكار المذهلة حول كيفية تأثير السلطة الذي قد يكون ممكنا على الآخرين.
يتفاعل الناس غالبا بطريقة آلية مع أوامر السلطة وحتى مع رموز السلطة (مثل الدرجات الأكاديمية، والزي الرسمي، والسيارات باهظة الثمن، وما إلى ذلك)، حتى عندما تشير غرائزهم إلى أن الاوامر لاينبغي ان تتبع.

### نقص
يميل الناس إلى تملك الأشياء عندما تصبح متوفرة بشكل قليل. وقد أدى ذلك إلى قيام المعلنين بالترويج للسلع باعتبارها «توفر محدودًا» أو «لفترة قصيرة فقط».
وقد ثبت أيضًا أنه عندما يتم تقييد المعلومات (مثل الرقابة)، فإن الناس يريدون المعلومات أكثر وسيأخذون هذه المعلومات بعين الاعتبار.
تُمنح العناصر أيضًا قيمة أعلى عندما كانت ذات مرة ذو إمداد عالي ولكنها أصبحت نادرة الآن.

## روابط خارجية
- وسائل الراحة من الاتساق الطائش - دراسة حالة بقلم روبرت سيالديني